# Geadly Salomé
Geadly Salomé (Willemstad, 8 september 1984) is een Nederlands-Antilliaans voormalig voetballer die als verdediger speelde. Hij speelde vier seizoenen voor BV Veendam in de Eerste divisie.

## Carrière
Salomé brak in 2004 door uit de jeugd van BV Veendam, waar hij ook zijn profdebuut maakte. Op 13 augustus 2004 stond hij in de basis tegen Go Ahead Eagles, een wedstrijd die met 1-0 werd gewonnen. In mei 2007 kreeg hij na drie seizoenen op amateurbasis een contract voor één jaar. Na vier seizoenen en 26 wedstrijden ging hij voetballen bij de amateurs van PKC '83, waar hij in 2018 zijn carrière afsloot.

## Statistieken
| Seizoen | Club       | Competitie     | Competitie | Competitie | Beker | Beker | Overig | Overig | Totaal | Totaal |
| Seizoen | Club       | Competitie     | Wed.       | Dlp.       | Wed.  | Dlp.  | Wed.   | Dlp.   | Wed.   | Dlp.   |
| ------- | ---------- | -------------- | ---------- | ---------- | ----- | ----- | ------ | ------ | ------ | ------ |
| 2004/05 | BV Veendam | Eerste divisie | 11         | 0          | 0     | 0     | 0      | 0      | 11     | 0      |
| 2005/06 | BV Veendam | Eerste divisie | 8          | 0          | 0     | 0     | 0      | 0      | 8      | 0      |
| 2006/07 | BV Veendam | Eerste divisie | 4          | 0          | 0     | 0     | 0      | 0      | 4      | 0      |
| 2007/08 | BV Veendam | Eerste divisie | 3          | 0          | 0     | 0     | 0      | 0      | 3      | 0      |
| Totaal  | Totaal     | Totaal         | 26         | 0          | 0     | 0     | 0      | 0      | 26     | 0      |